# 所沢市立松井小学校
所沢市立松井小学校（ところざわしりつ まついしょうがっこう）は、埼玉県所沢市上安松にある公立小学校。

## 概要
学区内に柳瀬川が流れている。
現在の校舎は、2006年に新校舎となっており、校舎と隣接して建設された松井小学校図書館は、所沢市内の小中学校の中で唯一、本校以外の市内在住の児童・生徒も利用できるほか、所沢市立図書館の図書の検索・予約、貸出・返却もできる。
所沢市内で所沢市立所沢小学校に次ぎ、二番目に歴史のある学校である。
また、今後少子高齢化が進み、本校が老人ホームになることを想定し、校舎内はバリアフリーが設備されている。

## 沿革
- 1874年（明治7年） - 下新井学校、 安松学校創立[1]。
- 1882年（明治15年） - 下新井学校を精華学校と改称する。
- 1886年（明治19年） - 両校合併、松華尋常小学校と称す。その後明治25年再分離。
- 1908年（明治41年） - 再合併し松井尋常高等小学校となる。
- 1909年（明治42年） - 高等科を設置し、入間郡松井尋常等小学校となる。
- 1939年（昭和14年） - 埼玉県内で初めて学校給食を導入。
- 1941年（昭和16年）4月1日 - 国民学校令により入間郡松井国民学校と改称。
- 1943年（昭和18年） - 町村合併により、所沢町立松井国民学校と改称。
- 1947年（昭和22年）4月1日 - 学制改革により所沢町立松井小学校と改称。
- 1950年（昭和25年） - 市制施行により、所沢市立松井小学校と改称。
- 1970年（昭和45年） - 若松小学校が分離して開校。
- 1974年（昭和49年） - 安松小学校が分離して開校。
- 1979年（昭和54年） - 牛沼小学校が分離して開校。
- 2005年（平成17年）10月 - 新校舎竣工、開校130周年記念祝典挙行。
- 2024年（令和６年） - 11月 - 開校150周年記念式典挙行。
- 2024年（令和６年） - 令和6年度「コミュニティ・スクールと地域学校協働活動の一体的推進」に係る文部科学大臣表彰受賞。

## 通学区域
- 上安松1 - 20、45 - 817、820、822 - 1072、1075 - 1164、1167 - 1214番地、上安松1070番地、くすのき台2丁目14 - 19番地、くすのき台3丁目10番地[2]

## 進学先中学校
- 所沢市立東中学校

## 出身有名人
- 宮崎吾朗（アニメーション監督）
- 鈴木亜久里（元レーシングドライバー）
- 水村篤弘（政治家）
- 並木正芳（政治家）
- 岩田光央（声優・歌手）
- 黒木謙吾（サッカー選手）

## 交通アクセス
- 西武鉄道新宿線・池袋線 所沢駅より1.8km。